# 제갈서
제갈 서(諸葛 緖, ?~?)는 중국 삼국 시대 위나라, 서진의 정치가며, 제갈충(諸葛 沖)의 아버지이다.

## 생애
정원 2년(255년), 관구검의 난을 틈타 동오의 승상 손준이 쳐들어오자, 태산태수로서 연주자사 등애의 지휘를 받아 여장 땅에서 손준 군을 저지했다. 후에 옹주자사가 되어, 263년, 종회, 등애와 함께 촉 정벌전의 대장이 되었다.
등애는 답중에 주둔한 강유를 공격하는 한편, 제갈서는 음평 교두에 주둔하여 강유가 물러나 양안관을 구원하지 못하게 했다. 그러나 강유가 공함곡으로 빠져나와 북쪽으로 나아가 옹주를 공격하려는 움직임을 보이자, 이에 속아 30리나 후퇴하여 강유가 교두를 빠져나와 검각으로 퇴각하는 길을 열어주었다. 뒤늦게 추격했을 때에는 강유가 하루 전에 이미 교두를 나간 뒤였다. 등애가 음평 길로 나아가 강유성을 치려 하자, 이를 따르지 않고 백수관으로 가 종회(鍾會)와 합류했다. 이로 인해 종회의 고발을 받아 군세를 빼앗기고 도읍에 소환되었다.
그 후, 서진 시대에는 태상을 거쳐 위위를 역임하였다.

## 《삼국지연의》 속 제갈서
263년, 등애의 부장이 되어 촉 정벌전에 참전하여, 답중에 있는 강유(姜維)의 퇴로를 끊었으나, 영수(甯隨)의 계책으로 검각으로 패퇴하였다.
이에 격노한 종회에게 죽을 뻔하였지만, 등애의 소속이였기 때문에 군세를 빼앗기고 자신은 낙양으로 호송되었다.

## 같이 보기
- 삼국지 인물 목록